# 1967 في اليابان
فيما يلي قوائم الأحداث التي وقعت خلال عام 1967 في اليابان.

## سياسة

### تعيين في المنصب
- 23 أبريل – مينوبه ريوكيتشي محافظ طوكيو.

## برامج ومسلسلات وأنمي
- الأميرة ياقوت

## كتب
من الكتب التي صدرت هذه السنة في اليابان:
- 30 سبتمبر – الخريطة المحترقة من تأليف كوبو آبي.

## مواليد

### يناير
- 1 يناير – أكيهيكو يوشيدا مطور ألعاب فيديو ياباني.
- 1 يناير – تومونوبو إيتاجاكي
- 1 يناير – ميكي اينو مؤدّية صوت يابانية.
- 12 يناير – تاكيهيكو إينوي فنان ياباني.
- 12 يناير – تورو فوجيساوا مانغاكا ياباني.
- 20 يناير – توكوجين يوشيؤكا مصمم ياباني.
- 21 يناير – غورو ميازاكي
- 24 يناير – أكيرا كاواقوتشي لاعب كرة قدم ياباني.
- 25 يناير – نوزومو ساساكي
- 26 يناير – توشيوكي موريكاوا
- 31 يناير – أتسوهيرو إيواإي لاعب كرة قدم ياباني.

### فبراير
- 1 فبراير – ماساتادا إيشي لاعب كرة قدم ياباني.
- 1 فبراير – هيساشي تسوتشيدا لاعب كرة قدم ياباني.
- 7 فبراير – شنئتشي أوسوا موسيقي ياباني.
- 10 فبراير – كادزأكي كوإيهدزكا لاعب كرة قدم ياباني.
- 13 فبراير – تادايوكي أوكادا متسابق دراجات نارية ياباني.
- 16 فبراير – شونيتشي لكينوي لاعبة كرة قدم يابانية.
- 22 فبراير – ماسآكي إيزوكا
- 23 فبراير – تيتسويا أسانو لاعب كرة قدم ياباني.
- 26 فبراير – كازويوشي ميورا لاعب كرة قدم ياباني.
- 28 فبراير – شينجي هوسوي ملحن ياباني.

### مارس
- 7 مارس – أي يازاوا
- 7 مارس – كيوشي هاتاناكا ملاكم ياباني.
- 8 مارس – ماتسيو كاكوتا
- 11 مارس – موريو أساكا
- 13 مارس – فنتستيك بلستيك مشين
- 15 مارس – ناوكو تاكيوتشي
- 18 مارس – تايتن كوسونوكي
- 22 مارس – هيروأكي ناجاشيما لاعب كرة قدم ياباني.
- 24 مارس – كييشي كيتاغاوا متسابق دراجات نارية ياباني.
- 30 مارس – ميغومي هاياشيبارا

### أبريل
- 1 أبريل – إيساكو واشيو ممثلة يابانية.
- 1 أبريل – يوشيهيرو نيشيمورا مخرج أفلام ياباني.
- 8 أبريل – كازوناري تاناكا ممثل ياباني.
- 12 أبريل – شينكيتشي كيكوتشي لاعبو كرة قدم يابانيون.
- 17 أبريل – تاكايا كورودا ممثل ياباني.

### مايو
- 4 مايو – أكيكو ياجيما مؤدّية صوت يابانية.
- 5 مايو – تاكيهيتو كوياسو
- 10 مايو – نوبوهيرو تاكيدا لاعبو كرة قدم يابانيون.
- 16 مايو – يوكي تاكيتا لاعب كرة قدم ياباني.
- 23 مايو – ماساناك كاكياما لاعب كرة قدم ياباني.
- 25 مايو – يوشيكو كامي
- 26 مايو – ميكا ياماموتو
- 30 مايو – شينوبو ياغوتشي

### يونيو
- 3 يونيو – هيرويوكي كيوكاوا لاعب كرة قدم ياباني.
- 7 يونيو – يوجي ساكاكورا لاعبو كرة قدم يابانيون.
- 10 يونيو – مينورو كوشيبيكي لاعب كرة قدم ياباني.
- 15 يونيو – يوجي أويدا ممثل ياباني.
- 23 يونيو – يوكو مينامينو
- 26 يونيو – ماساأو سوكموتو لاعب كرة قدم ياباني.

### يوليو
- 1 يوليو – كينجي توميتا لاعب كرة قدم ياباني.
- 12 يوليو – أتسوهيكو إيهجري لاعب كرة قدم ياباني.
- 17 يوليو – ماكوتو كيتانو لاعب كرة قدم ياباني.
- 23 يوليو – نوبورو أويدا متسابق دراجات نارية ياباني.
- 26 يوليو – تاكيشي موتويوشي لاعب كرة قدم ياباني.
- 27 يوليو – تاكويا كيريموتو
- 31 يوليو – ميتسوؤو إيواتا

### أغسطس
- 5 أغسطس – كازنوري ياموتشي
- 6 أغسطس – ميكيو إندو ملحن ياباني.
- 12 أغسطس – جونكو شيماكاتا مؤدّية صوت يابانية.
- 13 أغسطس – كي هاتاكياما لاعب كرة قدم ياباني.
- 14 أغسطس – كنجي أوبا لاعب كرة قدم ياباني.
- 17 أغسطس – ماسايوكي ناكاغومي لاعب كرة قدم ياباني.
- 18 أغسطس – سيتشي إيشي مهندس ياباني.
- 22 أغسطس – يوشيماسا سود لاعب كرة قدم ياباني.
- 22 أغسطس – يوكيكو أوكادا
- 25 أغسطس – نوبويوكي هياما
- 31 أغسطس – أكيكو هيراماتسو
- 31 أغسطس – هيرواكي ماتسوياما لاعب كرة قدم ياباني.

### سبتمبر
- 10 سبتمبر – تاكافومي هوري لاعب كرة قدم ياباني.
- 16 سبتمبر – هيرويا اوكو مانغاكا ياباني.
- 18 سبتمبر – ماسامي إيهارا لاعب كرة قدم ياباني.
- 19 سبتمبر – مامورو هوسودا
- 21 سبتمبر – يوتاكا أدزوما لاعب كرة قدم ياباني.
- 22 سبتمبر – سوبر ديلفن
- 22 سبتمبر – كينجي غوتو إعلامي ياباني.
- 23 سبتمبر – ماساشي ناكاياما لاعب كرة قدم ياباني.

### أكتوبر
- 3 أكتوبر – تاكومي شيما لاعب كرة قدم ياباني.
- 4 أكتوبر – تسويوشي كوياما
- 7 أكتوبر – ريكاكو أيكاوا
- 13 أكتوبر – كوسوكي كيشيموتو لاعب كرة قدم ياباني.
- 16 أكتوبر – تايكي ماتسونو
- 19 أكتوبر – يوكو شيمومورا

### نوفمبر
- 2 نوفمبر – أكيرا إيشيدا
- 6 نوفمبر – شوزو ماتسوكا لاعب كرة مضرب ياباني.
- 6 نوفمبر – فوجيكو تاكيموتو
- 8 نوفمبر – أساكو دودو
- 9 نوفمبر – نارويوكي ناإيتو لاعب كرة قدم ياباني.
- 9 نوفمبر – يوشيرو مورياما لاعب كرة قدم ياباني.
- 12 نوفمبر – تاكويا تاكاغي لاعب كرة قدم ياباني.
- 14 نوفمبر – ماكوتو تيغوراموري لاعب كرة قدم ياباني.
- 14 نوفمبر – هيروشي تيغوراموري لاعب كرة قدم ياباني.
- 25 نوفمبر – كازويا ناكاي مؤدّي صوت ياباني.
- 28 نوفمبر – رييكو تاكاهاشي ممثلة يابانية.
- 30 نوفمبر – أكينوبو يوكويوتشي لاعب كرة قدم ياباني.

### ديسمبر
- 8 ديسمبر – تاكايوكي أوكاموتو لاعب كرة قدم ياباني.
- 8 ديسمبر – كوتونو ميتسويشي
- 9 ديسمبر – هيتوشي موريشيتا
- 12 ديسمبر – تاكينوبو ميتسويوشي ملحن ياباني.
- 12 ديسمبر – يوزو كوشيرو ملحن ياباني.
- 13 ديسمبر – أودا يوجي
- 20 ديسمبر – ميتسونوري ميساوا لاعب كرة قدم ياباني.
- 31 ديسمبر – نوريفومي تاكاموتو لاعب كرة قدم ياباني.

## وفيات

### يناير
- 9 يناير – ريوكي ميكي (مواليد 1904) لاعب كرة مضرب ياباني.

### أكتوبر
- 20 أكتوبر – يوشيدا شيغه-رو (مواليد 1878)